# 宇文籍
宇文籍（770年—828年），字夏龟，河南郡颍阳县（今河南省登封市）人，北周清河公宇文神举后裔，唐朝官员。
宇文籍少好学，尤通《春秋》。元和年间，登进士第，开始作为武元衡的从事，出镇西蜀。唐宪宗时，以咸阳县尉入直史馆，与韩愈一起编修《顺宗实录》，转任监察御史。后来因与苏表亲近，激怒武元衡，贬为江陵府户曹参军。考核合格，入朝为侍御史，转任著作郎。唐穆宗时，为驾部员外郎、史馆修撰，与韦处厚等一起编修《宪宗实录》。不久以本官知制诰，转库部郎中。唐文宗大和初年，官至谏议大夫。唐文宗时，专掌史笔，精于著述，被时人推重。卒，赠工部侍郎。

## 延伸阅读
[在维基数据编辑]
 《舊唐書/卷160》，出自刘昫《舊唐書》